# Morti nel 1087
| Questa pagina contiene informazioni ricavate automaticamente dalle voci biografiche con l'ausilio del template Bio e di un bot. L'aggiornamento è periodico e automatico e ricostruisce completamente la pagina. Se manca una persona in questa lista, sei pregato di non aggiungerla, ma accertati piuttosto che la sua voce biografica contenga il template Bio e che i dati anagrafici siano correttamente compilati. Se il template Bio manca, inseriscilo tu stesso o, in alternativa, metti l'avviso {{tmp\|Bio}} che ne segnala la mancanza. Se i dati riportati sono sbagliati, correggi direttamente la voce biografica; le modifiche saranno visibili in questa lista entro pochi giorni. Per chiarimenti vedi il progetto biografie. La lista contiene solo le 22 persone che sono citate nell'enciclopedia e per le quali è stato implementato correttamente il template Bio. Pagina aggiornata al 2 mag 2025. |

- 5 febbraio - Federico III di Goseck, nobile tedesco
- 15 marzo - Richilde di Hainaut, nobile fiamminga
- 27 giugno - Enrico I della marca del Nord, nobile tedesco
- 14 agosto - Leone Diogene, imperatore bizantino (n. 1069)
- 9 settembre - Guglielmo I d'Inghilterra, condottiero normanno (n. 1028)
- 16 settembre - Papa Vittore III, papa, cardinale e vescovo cattolico italiano (n. 1027)
- 25 settembre - Simone I di Montfort, nobile francese
- 12 novembre - Guglielmo I di Borgogna, conte
- 22 novembre - Jaropolk Izjaslavič, principe
- 13 dicembre - Maria Dobroniega di Kiev, nobile ucraina
- 25 dicembre - Anselmo di Nagold il Giovane, nobile tedesco
- 27 dicembre - Berta di Savoia, imperatrice e regina (n. 1051)
- Abu Bakr ibn Umar, emiro berbero
- Al-Zarqali, astronomo e astrologo arabo (n. 1029)
- Arnolfo di Soissons, vescovo cattolico e monaco cristiano francese (n. 1040)
- Blot-Sven di Svezia, re norreno
- Costantino l'Africano, medico, letterato e monaco cristiano italiano
- Ermanno di Eppenstein, vescovo cattolico tedesco
- Oda di Stade, nobildonna germanica (n. 1040)
- Salomone d'Ungheria, re ungherese (n. 1053)
- Folco d'Angoulême, conte
- Ulf del Wessex, sovrano anglosassone